# NGC 3491
NGC 3491 (również PGC 33180 lub UGC 6088) – galaktyka eliptyczna (E-S0), znajdująca się w gwiazdozbiorze Lwa. Odkrył ją William Herschel 11 marca 1784 roku.